# 慶州国立公園

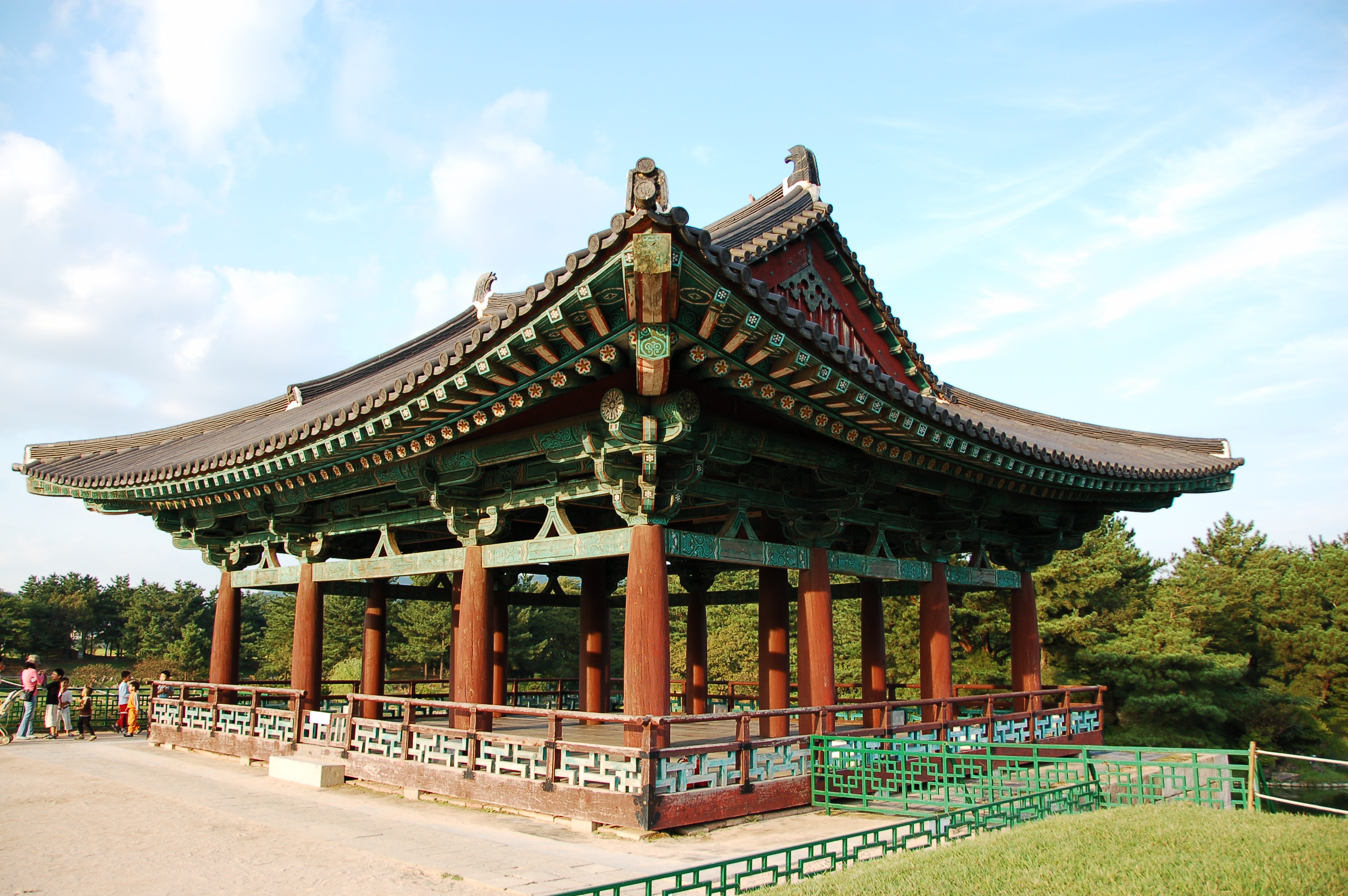
再建されたパビリオン

慶州国立公園（きょんじゅこくりつこうえん） は大韓民国慶尚北道慶州市一帯にある国立公園である。公園面積138.16km2。 1968年12月31日指定。史跡を中心とした国立公園であり、南山、吐含山、断石山、北岳、西岳などの美しい自然風景とこれを背景とした新羅時代の各種遺跡と遺物、仏教文化財など国宝、古跡、名勝など80箇所あまりがここに集まっている。公園内に分布する遺跡は国宝11点、宝物14点、その他の遺跡90点である。

## 国宝・古跡・名勝など
- 仏国寺
- 石窟庵
- 芬皇寺
- 雁鴨池
- 半月城
- 石氷庫
- 鮑石殿
- 大陵苑
- 五陵
- 掛陵